# Робоча тварина

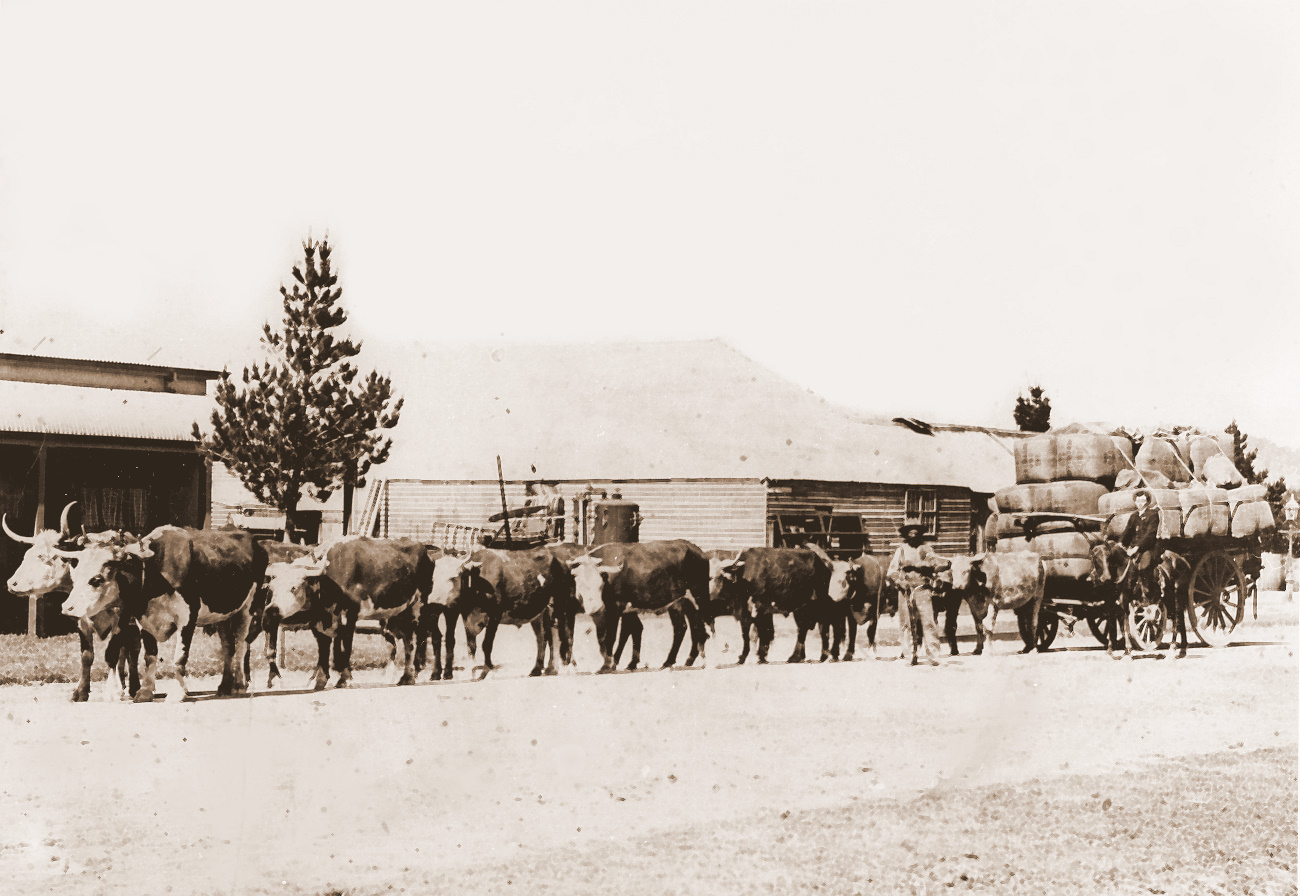
Бики перевозять вовну. Новий Південний Уельс.

Робоча тварина — це тварина, зазвичай, одомашнена, що використовується людьми для виконання різноманітних завдань. Робочі тварини можуть виконувати широке коло робіт: від собак-поводирів до тварин, навчених забезпечувати тягову силу — наприклад, коней-ваговозів. Останній тип часто називають тягловими тваринами. Більшість робочих тварин є службовими або тягловими, також до них відносять тварин, яких вирощують для доїння або скотоводства.

## Історія

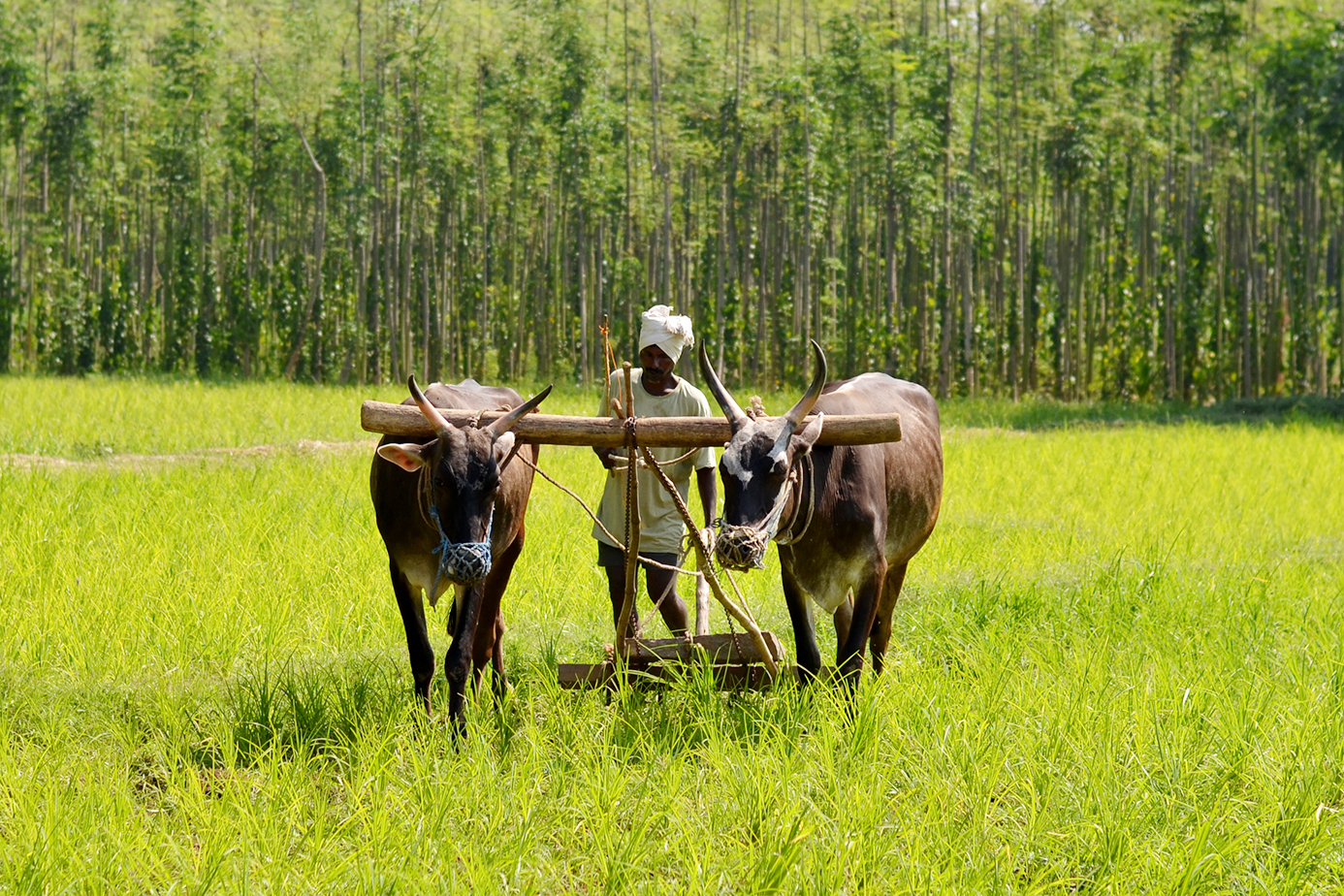
Традиційні методи землеробства з використанням волів

Корені історії робочих тварин сягають глибше історії сільського господарства, оскільки собаки використовувались нашими предками — мисливцями-збирачами.

## Ролі та спеціалізації
Робочих тварин зазвичай вирощують на фермах, хоча деяких з них все ще виловлюють в дикій природі, як, наприклад, дельфінів та деяких азійських слонів. Люди знайшли різноманітні застосування для здібностей тварин, їх сьогодні часто використовують навіть у розвинених країнах. Сила коней, слонів і волів - щоб тягнути візки і переміщати колоди. Гострий нюх собак — для пошуку наркотиків і вибухових речовин, або пошуку зниклих чи захоплених людей. Верблюдів, віслюків, коней, собак люди використовують для транспортування: верхової їзди чи упряжок. Собаки і мавпи допомагають сліпим або інвалідам.
Деякі тварини використовуються через чисту фізичну силу для таких завдань, як оранка чи лісозаготівля. Таких тварин об'єднують у верхових або тяглових. Інші можуть використовуватися як в'ючні тварини, для перевезення тваринами, переміщення людей і товарів. Разом їх іноді називають в'ючними тваринами. На деяких тваринах люди їздять на спині, і це відомо як верхи. Як альтернатива, для буксирування транспортних засобів можна використовувати одну або більше тварин в упряжці.

## Тяглові тварини
Тяглові тварини — тварини, які використовуються людьми як засіб для пересування вантажу по землі. В Південній Азій, Африці та Південній Європі індійський буйвол використовується як тяглова тварина. Обробку рисових полів у Південно-Східній Азії важко було б здійснити без допомоги буйволів. Приблизно з II тис. до н. е. в чорноземних степових і лісостепових регіонах України для  у землеробстві для перетягування орних знарядь використовувались воли. В дослідницьких експедиціях на Північний Полюс або Антарктику, а також в якутів, чукчів та інших північних народів собаки використовувались як тяглова сила. Аляскинський маламут може зрушити вагу більше тисячі фунтів (близько 400 кг). З цією метою використовуються і північні олені. Як тяглова сила використовуються коні і лами.